# St Osyth
St Osyth – wieś i civil parish w Anglii, w hrabstwie Essex, w dystrykcie Tendring. Leży 42 km na wschód od miasta Chelmsford i 90 km na wschód od Londynu. W 2011 roku civil parish liczyła 4277 mieszkańców. St. Osyth jest wspomniana w Domesday Book (1086) jako Cice/Cita.